# Diácono
O termo diácono (do grego antigo διάκονος, "ministro", "servo", "ajudante") é aplicado aos clérigos de Igrejas de origem cristãs, nas suas várias denominações. A forma feminina chama-se diaconisa.
Dependendo da tradição denominacional, o diácono pode ser permanente ou um estágio para a ordenação presbiterial.

## Origem

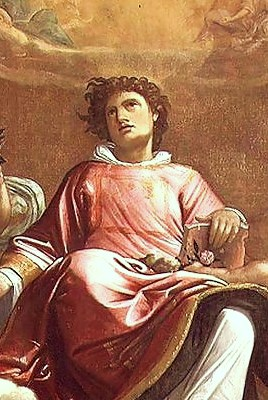
Santo Estevão, o primeiro diácono

A primeira menção na Bíblia de diáconos ocorre no livro de Atos dos Apóstolos onde são eleitos os Sete Diáconos: Estevão, o primeiro mártir, Filipe, Prócoro, Nicanor, Timão, Parmenas e Nicolau para servir os pobres (Atos 6:1–6).
Paulo expande as qualificações de um diácono nas seguintes passagens:
- «Paulo e Timóteo, servos de Cristo Jesus, a todos os santos em Cristo Jesus que estão em Filipos, com os bispos e diáconos.» (Filipenses 1:1)
- «Os diáconos igualmente devem ser dignos, homens de palavra, não amigos de muito vinho nem de lucros desonestos» (I Timóteo 3:8)
- «Devem ser primeiramente experimentados; depois, se não houver nada contra eles, que atuem como diáconos» (I Timóteo 3:10)
- «O diácono deve ser marido de uma só mulher e governar bem seus filhos e sua própria casa» (I Timóteo 3:12)

## Diaconisas

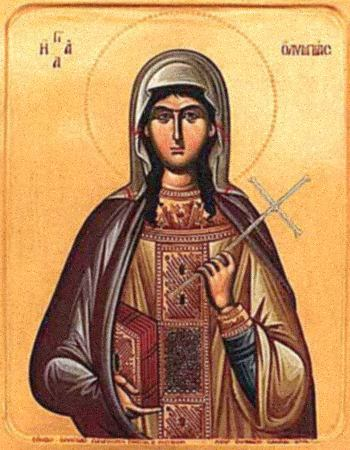
Santa Olímpia, a Diaconisa

A referência mais antiga às mulheres como diáconos ocorre nas cartas de Paulo (c. 55-58 d.C.). Seu ministério é mencionado pelos primeiros escritores cristãos, como Clemente de Alexandria e Orígenes. Evidências seculares do início do século II confirmam isso. Em uma carta, Plínio, o Jovem, atesta o papel das mulheres diáconas. Plínio se refere a "duas servas" como diáconos que ele tortura para descobrir mais sobre os cristãos. Os Pais da Igreja do quarto século, como Santo Epifânio de Salamina, São Basílio de Cesaréia, São João Crisóstomo e São Gregório de Nissa, aceitam o ministério de mulheres ordenadas diáconos como um fato.
A Didascalia dos Apóstolos é o documento mais antigo que discute especificamente o papel das diaconisas. Nele, o autor exorta o bispo: "Designe uma mulher para o ministério das mulheres. Pois há casas para as quais você não pode enviar um diácono homem às suas mulheres, por causa dos pagãos, mas você pode enviar uma diaconisa … Também em muitos outros assuntos, o ofício de uma mulher diácona é exigido." O bispo deve olhar para o homem que é diácono como Cristo e para a mulher diácona como o Espírito Santo, denotando seu lugar de destaque na hierarquia da igreja.
Um ressurgimento moderno do cargo começou entre os protestantes na Alemanha na década de 1840 e se espalhou pela Escandinávia, Holanda, Grã-Bretanha e Estados Unidos. Os luteranos foram especialmente ativos. O movimento moderno atingiu um pico por volta de 1910, depois declinou lentamente à medida que a secularização solapava a religiosidade na Europa e a enfermagem e o serviço social se ramificaram da diaconia para campos profissionais próprios. Um pequeno movimento ainda existe e seu legado é visto em vários hospitais e asilos no norte da Europa.

## Catolicismo Apostólico Romano

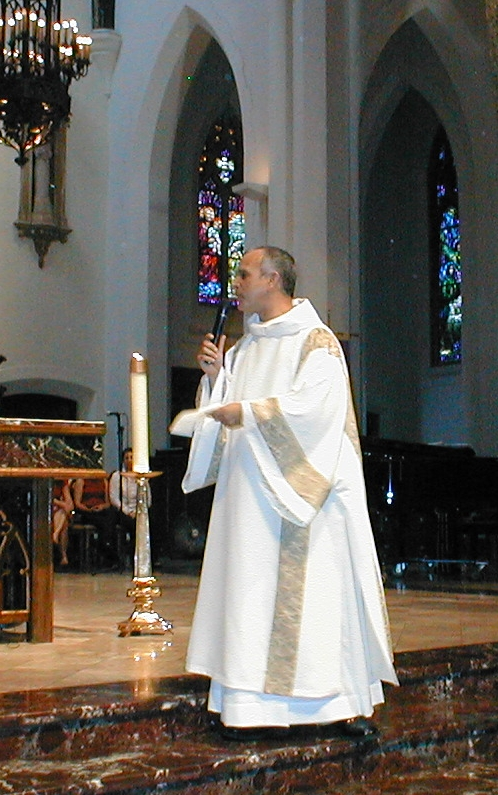
Diácono católico romano

Na Igreja Católica possui o primeiro grau da Sacramento da Ordem, sendo ordenado não para o sacerdócio, mas para o serviço da caridade e da proclamação da Palavra de Deus e da liturgia. Na Igreja Católica Romana, os diáconos podem ser de duas naturezas, uma delas transitória e outra permanente. A diaconia transitória é exercida pelos aspirantes ao prelado, que tendo feito votos celibatários atuam a serviço da Igreja antes de serem ordenados como padres, e a diaconia permanente é exercida por leigos fiéis, sem a necessidade de votos do celibato, podendo ser casados.
Na Igreja Católica, é um ministro religioso que está no último dos sete anos de estudos — em média — que levam à carreira clerical. Há os diáconos em grau permanente que podem ser homens solteiros, casados ou viúvos. Entretanto a admissão de um homem casado ao diaconato necessita de um consentimento por escrito da esposa sendo necessário que a família leve uma vida condizente com os valores cristãos e que o matrimônio tenha ocorrido no mínimo há 5 anos. A ordenação no diaconato paralisa o estado dos solteiros e viúvos, de modo que estes após o sacramento não podem mais se casar, devendo permanecer celibatários. O diácono pode realizar, sob orientação de um sacerdote, algumas celebrações religiosas, batismos e abençoar casamentos, além de fazer homilias e pregações.
Cristãos católicos que receberam o sacramento da Ordem colaboram com o Bispo, cooperam com os presbíteros na diaconia da palavra, na liturgia e na caridade de uma diocese. Não consagram a hóstia nem ungem enfermos, como também não atendem confissões. Podem e devem administrar igrejas, ser bons aconselhadores, praticar obras de caridade e piedade e dar a bênção mesmo não sendo sacerdotes.
Os poderes de um diácono são: ministrar os sacramentos do batismo e do matrimônio, dar bênçãos diversas, dar a benção do santíssimo sacramento, fazer a celebração da palavra, distribuir a sagrada comunhão e fazer pregações.[carece de fontes?]
Foram responsáveis pelas primeiras comunidades cristãs e hoje colocam-se ao serviço das comunidades como seus servidores.

## Ortodoxia e Catolicismo Oriental

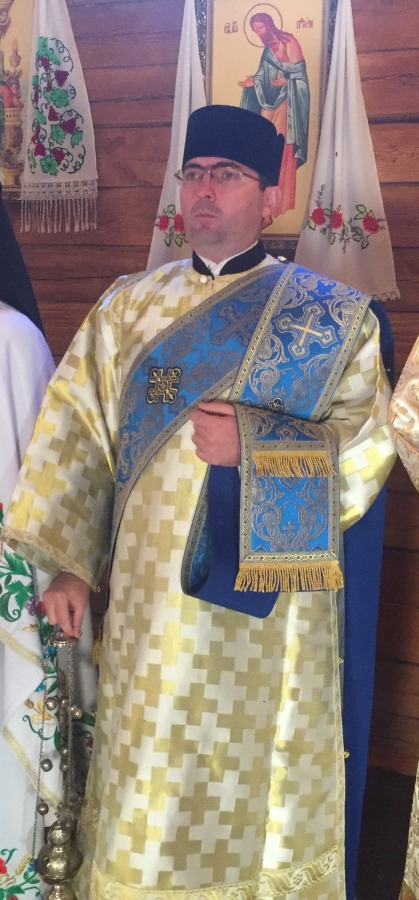
Diácono ortodoxo

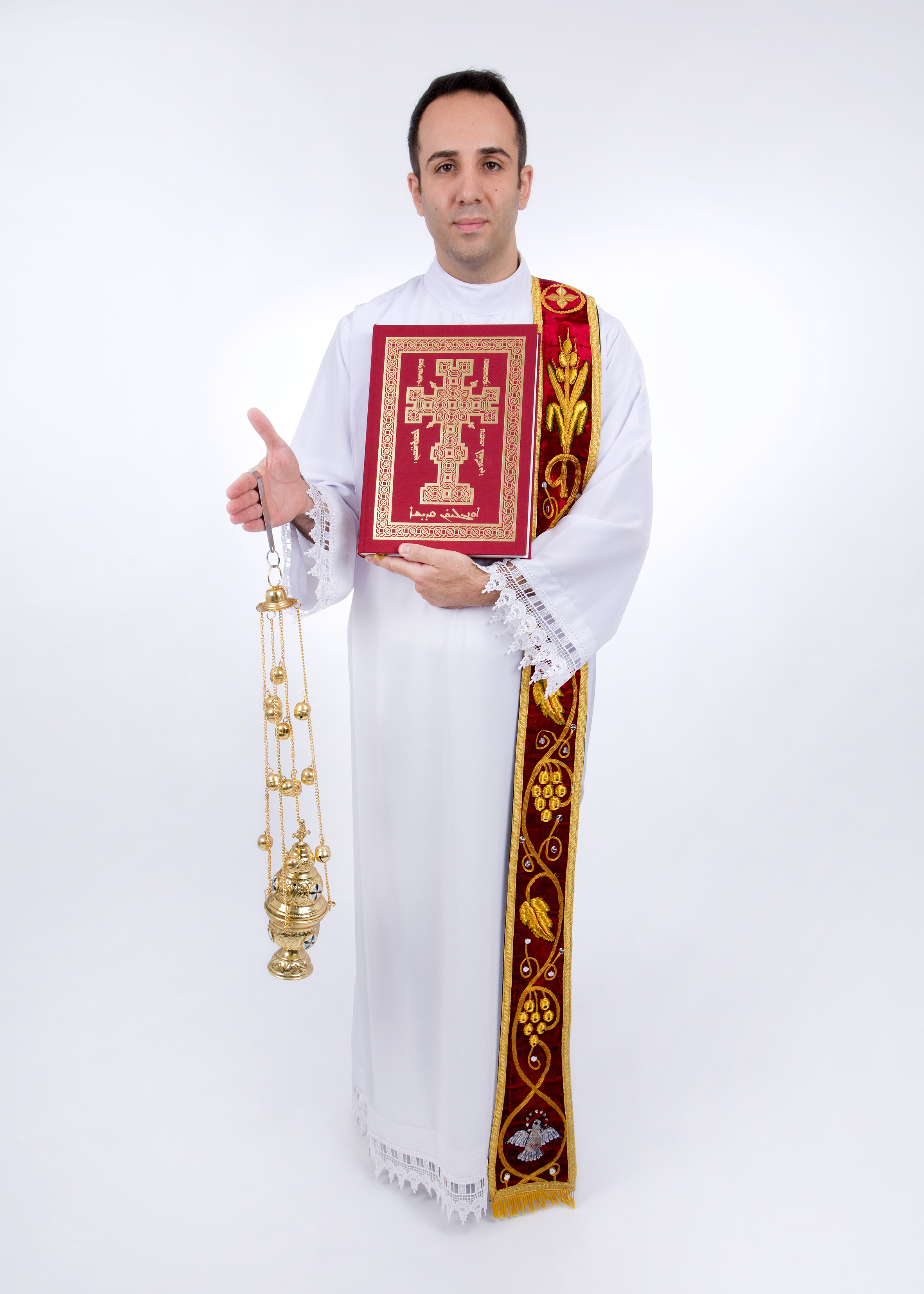
Diácono sírio-ortodoxo

Além de anunciar o Evangelho e auxiliar na distribuição da sagrada comunhão, o diácono incensa os ícones e as pessoas, chama o povo à oração, conduz as litanias e tem um papel no diálogo da anáfora. De acordo com a tradição oriental, não é permitido a ele realizar quaisquer mistérios sagrados (sacramentos) por conta própria, exceto o Batismo in extremis (em perigo de morte), condições nas quais qualquer pessoa, inclusive os leigos, pode batizar. Ao assistir a um batismo normal, muitas vezes é o diácono que desce à água com o batizado (Atos 8:38). Ao contrário da Igreja Católica Romana, os diáconos nas Igrejas orientais não podem presidir à celebração de casamentos, pois na teologia oriental o sacramento é conferido pela bênção nupcial de um padre.
As vestimentas diaconais são o sticharion (dalmática), o orarion (estola do diácono) e a epimanikia (algemas). Os últimos são usados sob seu sticharion, não sobre ele como faz um padre ou bispo. O diácono geralmente usa um orário simples que é colocado apenas sobre o ombro esquerdo, mas, se for elevado ao posto de arquidiácono, ele usa o "orário duplo", ou seja, é passado sobre o ombro esquerdo, sob o braço direito e depois cruzado sobre o ombro esquerdo. Na prática grega moderna, um diácono usa este orário duplo desde o momento de sua ordenação. Além disso, na prática grega, ele usa o kamilavka clerical (cobertura cilíndrica da cabeça) com uma borda no topo. Na prática eslava, um hierodiácono (diácono monástico) usa o kamilavka preto simples de um monge (sem a borda), mas remove o véu monástico (klobuk) quando está paramentado; um diácono casado não usaria um kamilavka a menos que fosse dado a ele pelo bispo como um prêmio eclesiástico; o kamilavka honorário é de cor púrpura e pode ser concedido a clérigos casados ou monásticos.
No que diz respeito à roupa de rua, imediatamente após a sua ordenação, o diácono recebe a bênção de usar o exorasson (árabe: Jib'be, eslavônico: riassa), batina exterior com mangas largas, além do anterion (eslavônico: podraznik), a batina interna usada por todas as ordens do clero. Na prática eslava, o clero casado pode usar qualquer uma das várias cores, mas na maioria das vezes cinza, enquanto o clero monástico sempre usa preto. Em certas jurisdições na América do Norte e na Europa Ocidental, um colarinho romano é frequentemente usado, embora esta não seja uma prática tradicional ou difundida.
Um protodiácono (em grego: πρωτοδιάκονος: protodiakonos, "primeiro diácono") é uma distinção de honra concedida a diáconos seniores, geralmente servindo na equipe do bispo diocesano. Um arquidiácono é semelhante, mas está entre o clero monástico. Protodiáconos e arquidiáconos usam um orário de comprimento duplo, mesmo que não seja tradição local que todos os diáconos o usem. Na tradição eslava, um diácono pode receber o orário duplo, mesmo que não seja um protodiácono ou arquidiácono.
De acordo com a prática da Igreja Ortodoxa Grega na América, de acordo com a tradição do Patriarcado de Constantinopla, a forma mais comum de se dirigir a um diácono é "Pai". Dependendo da tradição local, os diáconos são chamados de "Pai", "Pai Diácono", "Diácono Pai" ou, se dirigidos por um bispo, simplesmente como "Diácono".
A tradição de beijar as mãos do clero ordenado estende-se também ao diaconato. Esta prática está enraizada na santa eucaristia e no reconhecimento e respeito do papel eucarístico que os membros do clero desempenham na preparação, manuseio e distribuição do sacramento durante a Divina Liturgia, e na construção e serviço da Igreja como o Corpo de Cristo.
Antigamente, as Igrejas orientais ordenavam mulheres como diaconisas. Essa prática caiu em desuso no segundo milênio, mas foi revivida em algumas Igrejas ortodoxas e ortodoxas orientais. Nectarios de Aegina ordenou um número de freiras como diaconisas em conventos. As diaconisas ajudariam a ungir e batizar as mulheres e a ministrar às necessidades espirituais das mulheres da comunidade. Como as Igrejas interromperam a ordenação de mulheres como diaconisas, esses deveres recaíram em grande parte sobre as freiras e as esposas dos padres.

## Protestantismo

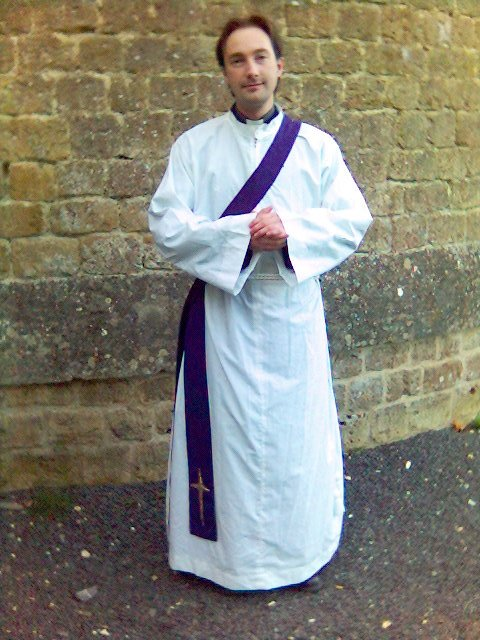
Diácono anglicano

Diakonia é uma palavra derivada do grego, usada na Bíblia, Novo Testamento, com diferentes sentidos. Algumas vezes, refere-se à ajuda material específica para pessoas em necessidade. Em outros momentos, significa o servir das mesas e, em outros ainda, se refere à distribuição de recursos financeiros. No protestantismo o papel do diácono vária conforme a tradição denominacional. Pode ser um cargo inicial (Igreja Metodista) ou permanente, enquanto em algumas há tanto diaconato como estágio ministerial ou ministério permanente (Igreja Anglicana, Igreja Luterana). A função vária também, podendo o diácono ocupar da administração, manutenção, exercer função litúrgica, cuidar de necessitados.
Em algumas denominações o corpo diaconal tem atuação tanto litúrgica quanto secular, dentro da congregação, como cooperadores, porteiros, auxiliadores nos cultos, zeladores patrimoniais, e em outras denominações o diaconato tem caráter de ministério ligado ao governo eclesiástico exercido por meio de atividades humanitárias de amparo junto a comunidades necessitadas externas da membresia. Por exemplo, na Congregação Cristã, o cargo de diácono tem responsabilidades de atender os pobres em suas necessidades..
Historicamente o ofício do diácono é antigo no Protestantismo. Enquanto os luteranos, anglicanos e morávios mantiveram o diaconato como uma fase à ordenação presbiterial, João Calvino estabeleceu um corpo de diáconos para atender aos pobres e os doentes, sob orientação do Consistório de Genebra. No século XIX floresceu instituições de diaconia permanente na Alemanha e Reino Unido.
Também na teologia contemporânea a palavra diaconia apresenta uma diversidade de conotações e representações. Para a Fundação Luterana de Diaconia, esta expressão significa "servir para mudar a vida das pessoas", no sentido de contribuir para a construção de cidadania dos menos favorecidos. A Igreja Evangélica de Confissão Luterana do Brasil é reconhecida pela Enciclopédia Larousse como uma das mais atuantes organizações nas causas sociais. Na terça-feira, dia 9 de julho de 2013, foi divulgado o nome da pastora Cibele Kuss como secretária executiva da Fundação Luterana de Diaconia. Contam como experiências no seu currículo, as representações no Conselho Mundial de Igrejas (CMI) e reconhecida atuação em defesa dos direitos humanos.
Entre os evangélicos, os diáconos são escolhidos pela igreja por sua fé e qualidades morais (vide 1 Timóteo 3:8-13).
Ajudam os pastores nas atividades da Igreja. Isso pode ser para gerenciamento financeiro, supervisão de trabalhos de manutenção, responsabilidade por ações humanitárias, etc.

## Assembleia de Deus
O diácono é o responsável pelo serviço de manutenção física do templo e do culto. Assim, desenvolverá diversas atividades: atua como porteiro, recepciona os visitantes, serve aos membros a Santa Ceia, recolhe as ofertas, soluciona imprevistos de ordem física que surgirem durante o culto, entre outras. De acordo com definição proposta por revista de EBD da década de 1950:
Êstes devem ser homens cheios do Espírito Santo. Seu trabalho é de extraordinária importância. Nada tem a ver com a direção da igreja, exercida pelo pastor e pelo presbítero. Sua função é explicada pelo nome; “diáconos” é uma palavra grega que significa “servo”. Os diáconos devem, sob orientação do ministério, cuidar dos serviços materiais, como visitar e cuidar dos enfermos, dos pobres e abandonados, velar pelos interesses da igreja em conservação de templos, etc. É um trabalho importante, e Jesus ressalta a sua importância com as palavras “maior é o que serve”. Mateus 20:25-28— (BÉRGSTEN, 1958: 20).
Não faz parte das suas atividades essenciais pregar, ministrar estudos ou dirigir cultos, embora não seja impedido de fazê-lo. Embora seja o responsável pela manutenção do templo, o diácono não tem poder decisório quanto à administração dos recursos da igreja, nem participa das tomadas de decisão da liderança. O que não acontece em outras denominações. Na maior parte das igrejas batistas, por exemplo, os diáconos participam do Conselho que administra a igreja local. Atualmente, a função primordial do diácono é auxiliar a igreja local através das orientações do seu pastor em atividades ligadas a visitar os enfermos, os necessitados e os desviados, bem como cuidar das tarefas espirituais ligadas ao culto, como a distribuir os elementos da Ceia do Senhor, recolher as contribuições para manutenção da igreja local (dízimos e ofertas) e auxiliar na ordem e na segurança da liturgia do culto, bem como de outras tarefas já mencionadas.

## Diáconos célebres
- Beato Charles de Foucauld
- Éliphas Lévi
- Filipe, o Evangelista
- Leão, o Diácono
- Lewis Carroll
- Santa Febe
- Santa Isabella Gilmore

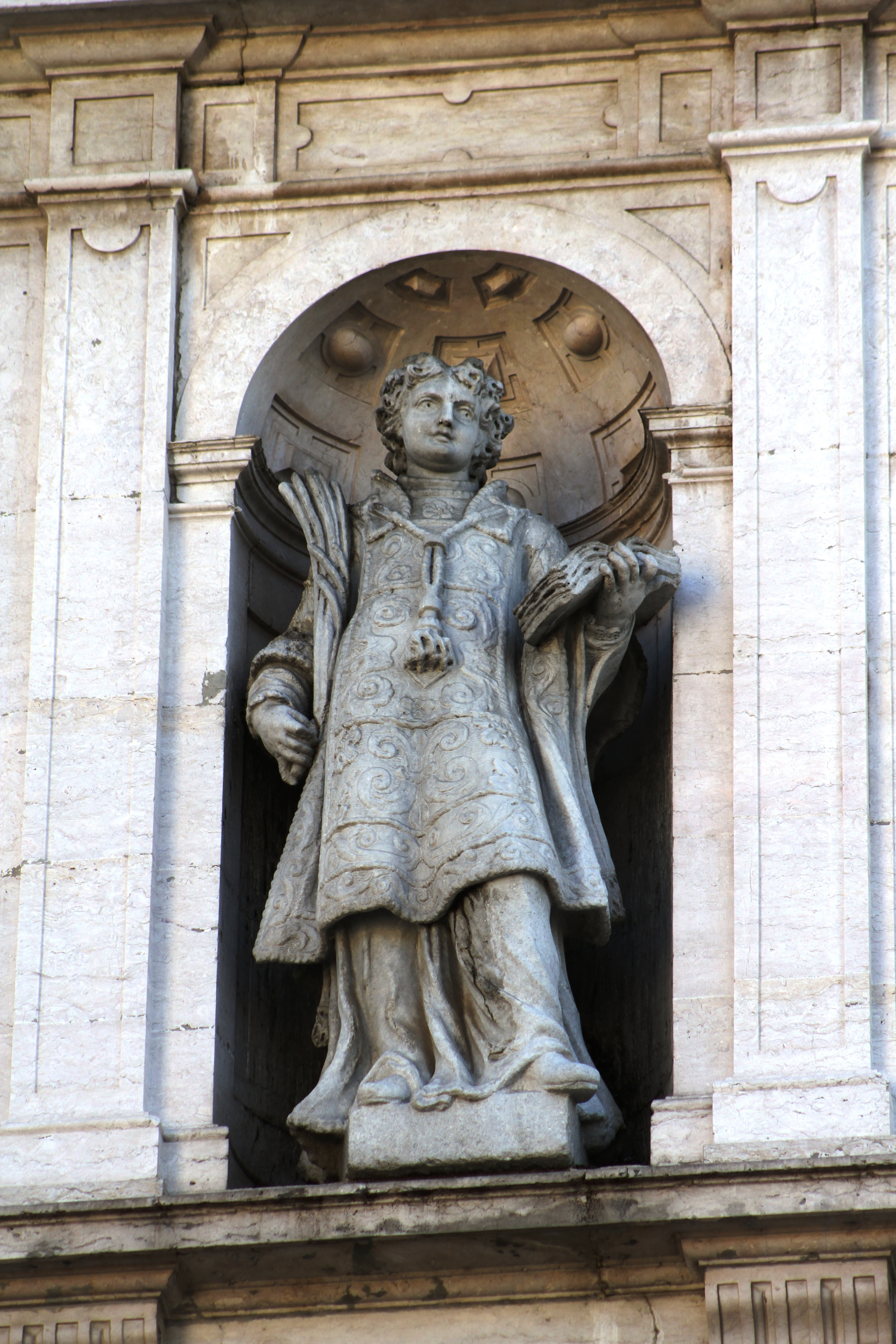
São Vicente de Saragoça, diácono

- Santa Macrina, a Jovem — irmã de Basílio Magno e São Gregório de Níssa
- Santa Olímpia, a Diaconisa
- Santa Teosébia, a Diaconisa — irmã de Basílio Magno e São Gregório de Níssa
- Santo Alcuíno de Iorque
- Santo Efrém da Síria
- Santo Estêvão
- São Francisco de Assis
- São Lourenço de Huesca
- São Vicente de Saragoça